# Notosyodon
Notosyodon es un género extinto de terápsidos dinocefalos.